# Weird Loners
Weird Loners – amerykański serial telewizyjny (komedia) wyprodukowany przez 20th Century Fox Television. Serial był emitowany od 31 marca 2015 roku do 5 maja 2015 roku przez Fox. Twórcą serialu jest Michael J. Weithorn. 11 maja 2015 roku stacja FOX ogłosiła anulowanie serialu po jednym sezonie.

## Fabuła
Serial opowiada o czwórce ludzi, którzy boją się związków międzyludzkich. Cała czwórka postanawia razem zamieszkać, co sprawia, że między nimi tworzy się nietypowa więź. 

## Obsada
- Becki Newton jako Caryn Goldfarb[3]
- Zachary Knighton jako Stosh Lewandowski[4]
- Nate Torrence jako Eric Lewandowski[5]
- Meera Rohit Kumbhani jako Zara Sandhu[6]

## Odcinki
| Sezon | Sezon | Odcinki | Oryginalna emisja | Oryginalna emisja | Oryginalna emisja | Oryginalna emisja | Oryginalna emisja |
| Sezon | Sezon | Odcinki | Premiera sezonu   | Finał sezonu      | Premiera sezonu   | Finał sezonu      |                   |
| ----- | ----- | ------- | ----------------- | ----------------- | ----------------- | ----------------- | ----------------- |
|       | 1     | 6       | 31 marca 2015     | 5 maja 2015       | brak danych       | brak danych       |                   |

### Sezon 1 (2015)
| Nr | # | Tytuł                                   | Reżyseria        | Scenariusz                            | Premiera         | Premiera |
| -- | - | --------------------------------------- | ---------------- | ------------------------------------- | ---------------- | -------- |
| 1  | 1 | Pilot                                   | Jake Kasdan      | Michael J. Weithorn                   | 31 marca 2015    |          |
| 2  | 2 | Weird Dance                             | Jake Kasdan      | Michael J. Weithorn                   | 7 kwietnia 2015  |          |
| 3  | 3 | Weirded Out                             | Bill Purple      | David Litt, Michael J. Weithorn       | 14 kwietnia 2015 |          |
| 4  | 4 | Weirded Knight                          | Reggie Hudlin    | David Litt, Michael J. Weithorn       | 21 kwietnia 2015 |          |
| 5  | 5 | The Weirdfather                         | Christine Gernon | Michael J. Weithorn, Danielle Uhlarik | 28 kwietnia 2015 |          |
| 6  | 6 | We're Here. We're Weird. Get Used To Us | Robert Cohen     | Rebecca Drysdale, Laura Valdivia      | 5 maja 2015      |          |

## Produkcj a
24 stycznia 2014 roku stacja FOX zamówiła 6 odcinkowy pierwszy sezon, którego premiera jest zaplanowana na midseason